# 이원규 (1962년)
이원규(1962년 ~ )는 대한민국의 시인이자 환경운동가이다.

## 이력
1962년 경북 문경군 마성면에서 태어났다. 고등학교 1학년 때 학교를 자퇴하고 백화산 만덕사에 들어갔다가 10·27 법난 때 하산 당했다. 독학으로 고등학교 졸업학력 검정고시를 거쳐 계명대학교 경제학과에 입학했다. 1984년에 휴학하고 흥성광업소에서 막장 광부로 일했다. 그 뒤 서울로 와 월간 《노동해방문학》과 민족문학작가회의에서 일했으며 중앙일보와 월간중앙 기자를 하기도 했다.
1984년 《월간문학》에 시 〈유배지의 풀꽃〉을 발표하여 문단에 나왔고, 1989년 《실천문학》에 연작시 〈빨치산 아내의 편지〉 15편을 발표하면서 본격적인 시작 활동에 나섰다. 1998년에 제16회 신동엽창작기금을 받았으며, 2004년에 제2회 평화인권문학상을 받았다.
2000년 지리산 실상사의 수경스님과 황지연에서 을숙도까지 1300리 길을 함께 걸은 첫 도보순례를 시작으로, 2002년에는 문규현 신부 등과 “무분별한 개발중심주의를 경계하라”는 목소리를 내며 전라북도 새만금에서 서울까지 삼보일배를 지원했다. 2004년에도 제주도를 포함해 대한민국 땅 소읍 여기저기를 두루 밟는 도보순례를 했으며, 2008년 봄에 종교인·일반 시민·동료 시인 박남준과 함께 ‘한반도 대운하 건설 반대’를 슬로건으로 내걸고 한강과 낙동강, 영산강과 금강 일대를 100일 이상 걸었다.
지리산의 빈집이나 절방을 옮겨 다니며 살고 있다. 자신이 머무는 토방을 ‘너와 나의 경계를 허무는 곳’이라는 뜻의 피아산방(彼我山房)이라 부른다. 구례 피아골, 남원 실상사, 함양 칠선계곡, 구례 마고실마을과 문수골을 돌며 살았으며, 한 번 이사할 때마다 시집이나 산문집을 한 권꼴로 냈다. 2010년 현재 하동군 화개면에 산다. 스스로를 ‘날라리 시인, 지리산에서 노는 남자’라고 부른다.

## 저서

### 시집
- 《빨치산 편지》(청사, 1990)
- 《지푸라기로 다가와 어느덧 섬이 된 그대에게》(실천문학사, 1993)
- 《돌아보면 그가 있다》(창비, 1997)
- 《옛 애인의 집》(솔출판사, 2003) ISBN 89-8133-636-9
- 《강물도 목이 마르다》(실천문학사, 2008) ISBN 978-89-392-2176-5

### 산문집
- 《벙어리달빛》(실천문학사, 1999)
- 《길을 지우며 길을 걷다》(좋은생각, 2004) ISBN 89-86429-64-0
- 《지리산 편지》(대교북스캔, 2008)
- 《멀리나는 새는 집이 따로 없다》(오픈하우스,2011)